# Unabomber italiano
Der italienische Unabomber (italienisch: Unabomber italiano) ist ein bis heute unidentifizierter Terrorist, der für mehrere Sprengstoffanschläge in Norditalien verantwortlich gemacht wird. Der Täter präparierte dabei harmlos wirkende Gegenstände wie Rohre, Kerzen, Spielzeuge oder Lebensmittelverpackungen mit Sprengfallen und ließ diese an öffentlichen Orten wie Stränden, Kirchen oder Supermärkten zurück, wo sie dann von Passanten aufgehoben wurden und beim Hantieren explodierten. Bei der Anschlagsserie, die am 21. August 1994 begann und am 6. Mai 2006 endete, wurden durch mehr als 30 Sprengfallen mindestens 17 Personen verletzt, einige davon schwer. Als Namensgeber des Täters fungierte dabei der US-amerikanische Bombenleger Theodore Kaczynski, der über 17 Jahre hinweg Briefbomben versendete und von den Medien als Unabomber bezeichnet wurde.

## Chronologie der Anschläge und Anschlagsversuche
1994
- 21. August: Während eines Festivals in Sacile explodierte eine Rohrbombe, wobei vier Menschen durch Splitter verletzt wurden.
- 17. Dezember: Fund einer Rohrbombe vor einem Geschäft in Pordenone.
- 18. Dezember: Fund einer weiteren Bombe auf dem Friedhof der Kirche von Aviano.

1995
- 5. März: Zwei separate Sprengladungen explodierten in der Innenstadt von Azzano Decimo; keine Verletzten.
- 30. September: Eine Frau verlor bei der Explosion zweier Sprengfallen in Pordenone einen Arm.
- 11. Dezember: Explosion eines Sprengsatzes in einer Telefonzelle in Aquileia; keine Verletzten.
- 24. Dezember: Explosion eines Sprengsatzes in Latisana; keine Verletzten.
- 26. Dezember: Explosion einer Sprengfalle in Bibione; keine Verletzten.

1996
- 2. April: Explosion einer Bombe in Claut; keine Verletzten.
- 22. April: Explosion einer weiteren Bombe in Fiume Veneto; keine Verletzten.
- 4. August: Bei der Explosion einer in einem Sonnenschirm versteckten Sprengfalle in Lignano Sabbiadoro wurde ein 33-jähriger Tourist schwer verletzt.

2000
- 6. März: Explosion eines Sprengkörpers in San Vito al Tagliamento; keine Verletzten.
- 6. Juli: Bei der Explosion einer im Sand versteckten Sprengfalle am Strand von Lignano Sabbiadoro wurde ein Pensionist schwer verletzt.
- 13. September: Explosion eines Sprengsatzes in San Stino di Livenza; keine Verletzten.
- 31. Oktober: Eine in einem Ei versteckte Sprengfalle wurde in einem Supermarkt in Portogruaro entdeckt und entschärft.
- 1. November: Erneute Explosion eines Sprengkörpers in San Stino di Livenza; keine Verletzten.
- 7. November: Eine in einem Supermarkt gekaufte und mit einer Sprengfalle präparierte Tomatendose explodierte beim Öffnen in einem Haus in Cordignano. Eine 37-jährige Frau verlor dabei drei Finger.[1]
- 17. November: Eine in einer Mayonnaise-Tube versteckte Sprengfalle wurde in Portogruaro entdeckt und entschärft.

2001
- 2. November: Bei der Explosion einer präparierten Kerze auf dem Friedhof von Motta di Livenza wurde eine 63-jährige Frau verletzt.

2002
- 23. Juli: Eine in einem Nutella-Glas versteckte Sprengfalle wurde in einem Supermarkt in Porcia entdeckt und entschärft.
- 2. September: In Pordenone erlitt ein 5-jähriges Kind Brandverletzungen an Bauch und Händen, als es ein mit Sprengstoff versehenes Seifenblasen-Röhrchen öffnete.[2]
- 25. Dezember: Explosion einer als Nutella-Glas getarnten Sprengfalle im Beichtstuhl einer Kirche in Cordenons; keine Verletzten.[3]

2003
- 24. März: Explosion eines Sprengkörpers in einem Justizgebäude in Pordenone; keine Verletzten.
- 25. April: In San Biagio di Callalta wurden zwei Kinder schwer verletzt, als ein mit Sprengstoff präparierter Farbstift explodierte. Ein neunjähriges Mädchen verlor drei Finger und erlitt schwere Verletzungen eines Auges.[4][5]

2004
- 2. April: Eine versteckte Bombe wurde in einer Kirche in Portogruaro entschärft.

2005
- 26. Januar: Ein präpariertes Kinderüberraschungsei explodierte in Treviso, als es von Schulkindern gegen eine Wand geworfen wird; keine Verletzten.
- 13. März: Ein in einer elektrischen Kerze versteckter Sprengsatz explodierte in einer Kirche in Motta di Livenza, dabei wurden drei Kirchenbesucher verletzt, darunter ein kleines Mädchen.[6]

- 16. März: Eine mit Sprengstoff versehene Dose mit Makrelen wurde in Concordia Sagittaria gefunden.
- 9. Juli: In Portogruaro wurde unter dem Sattel eines Fahrrades eine Sprengfalle entdeckt, die jedoch aufgrund von Regen unbrauchbar wurde und daher nicht explodierte.

2006
- 6. Mai: Eine als Flaschenpost getarnte Sprengfalle explodierte in den Händen eines 28-jährigen Mannes in Caorle; Er wurde bei der Explosion schwer verletzt und verlor einen Daumen und drei Finger. Eine weitere Person wurde durch Glassplitter verletzt.[7]

## Ermittlungen
Die italienische Polizei geht von einem psychisch kranken Einzeltäter aus, da weder politische noch finanzielle Forderungen gestellt wurden, wie dies für kriminelle Gruppierungen üblich wäre. Zudem seien die Sprengfallen zu intelligent und trickreich hergestellt, als dass sie etwa von Nachahmungstätern nachgebaut werden könnten. Am 28. August 2006 wurde der 49-jährige Ingenieur Elvo Zornitta festgenommen, der zuvor längere Zeit observiert worden war. Man traute ihm das Fachwissen zu, zudem stimmten einige Punkte mit einem ausgearbeiteten Täterprofil überein. Er besaß ein großes Garagenlabor und passendes Werkzeug; zudem fand man eine Schere, die zur Herstellung einer der Sprengfallen gedient haben soll. Als weiteres Material gefunden worden war, wurde er schließlich beschuldigt, für mindestens 20 der Sprengfallen verantwortlich zu sein. Bei den weiteren Ermittlungen, zu denen auch ein Experte des FBI herangezogen wurde, stellte sich jedoch heraus, dass die Beweise gegen Zornitta gefälscht waren. Er wurde deshalb im Januar 2009 rehabilitiert und erhielt eine Entschädigung von rund 200.000 Euro. Im November 2010 wurde ein Kriminaltechniker wegen Fälschung von Beweismitteln in zweiter Instanz zu zwei Jahren Haft verurteilt. Die Anschläge sind bis heute unaufgeklärt. Im Oktober 2022 nahm die örtliche Staatsanwaltschaft den Fall auf Antrag eines Journalisten und Opfers des Terroristen wieder auf.